# Conrad Hilton
Conrad Nicholson Hilton (San Antonio, 25 de diciembre de 1887-Santa Mónica, 3 de enero de 1979) fue un empresario hotelero estadounidense, fundador de la cadena de Hoteles Hilton.

## Biografía
Conrad Nicholson Hilton nació en San Antonio, Nuevo México, hijo de Augustus Halvorson Hilton (1854-1919) y nieto de Halvor Nilsen Hilton, quienes eran procedentes de Noruega, y Mary Genevieve Laufersweiler (1861-1947), una estadounidense con raíces alemanas.
Conrad Hilton fue educado en New Mexico Military Institute, también en St. Michael's College (ahora llamado College of Santa Fe) y en New Mexico School of Mine (ahora llamado New Mexico Tech). En sus tempranos 20 años, fue representante republicano en la primera legislatura del recién formado estado de Nuevo México.
En la universidad, Conrad Hilton fue miembro de la fraternidad internacional Tau Kappa Epsilon. Rápidamente, después de que los Estados Unidos entraran en la Primera Guerra Mundial, en 1917, Conrad Hilton se alistó en el ejército de los Estados Unidos y fue enviado al comando de entrenamiento para oficiales. Mientras Conrad estaba en el ejército su padre falleció en un accidente de tráfico.
En colaboración con su padre, Conrad había ayudado a construir un hostal y también un almacén en el condado de Socorro, Nuevo México, pero luego se mudó a Texas. Comenzó con el negocio hotelero con la compra del Mobley Hotel en Cisco, Texas, en 1919. Ese mismo año continuó la compra de numerosos hoteles en Texas pero el primer gran crecimiento fue en el hotel que él construyó, el Dallas Hilton (ahora llamado Hotel Indigo), el cual abrió sus puertas en 1925. Seguido por el hotel Abilene Hilton en 1927, Waco Hilton en 1928 y El Paso Hilton en 1930. Su primer hotel fuera de Texas fue La Posada de Albuquerque, que fue construido en 1939 en Albuquerque, Nuevo México.
Conrad creó la Hilton Hotels Corporation en 1946, seguido por Hilton International Company en 1948. La compañía se expandió con servicios al viajero tales como el uso de tarjetas de crédito, alquileres de autos y demás.
Durante la gran depresión, Hilton fue forzado a la bancarrota y perdió varios de sus hoteles de los que, sin embargo, continuó como gerente. Más tarde, los hoteles que perdió fueron recomprados nuevamente por Hilton.
En el periodo de posguerra, 1950-1960, la expansión mundial de los hoteles Hilton facilitaron, tanto los negocios de corporaciones estadounidenses en el extranjero como al turismo dentro de los Estados Unidos. Al mismo tiempo esto promulgó cierto estándar mundial para los alojamientos.
Ésta fue la primera cadena hotelera internacional. En 1966, Conrad Hilton fue sucedido en la presidencia de la cadena hotelera por su hijo Barron y fue elegido director.
Hilton tuvo tres esposas y cuatro hijos.
- Conrad Nicholson "Nicky" Hilton, Jr. (1926-1969) fue el primer esposo de Elizabeth Taylor, Conrad Nicholson Jr. murió a los 42 años por causa de un ataque cardíaco.
- William Barron Hilton (1927-2019), codirector de la Cadena de Hoteles Hilton y abuelo de Paris y Nicky Hilton.
- Eric Michael Hilton (1933-2016)
- Constance Francesca Hilton (1947-2015), hija de Zsa Zsa Gabor una actriz húngara-norteamericana que, de acuerdo al libro de su autoría One Lifetime Is Not Enough ("Una vida no es suficiente") su embarazo resultó de ser violada por Conrad Hilton.

Conrad Hilton murió de causas naturales el 3 de enero de 1979 en Santa Mónica, California a la edad de 91 años. Fue sepultado en Calvary Hill, un cementerio católico, en Dallas, Texas.
Conrad dejó 50.000 dólares a cada uno de sus hijos y 100.000 dólares a cada uno de sus sobrinos y a su hija Francesca. El resto de su fortuna fue donada a la "Conrad N. Hilton Foundation", la cual él fundó en 1944. Sin embargo, el hijo de Conrad, Barron, fue en contra del deseo de su padre lo que resultó en un negociado acuerdo con la fundación, bajo este acuerdo las partes acordaron dividir el total en tres partes, Barron Hilton recibiría cuatro millones de dólares, la Fundación Conrad recibiría 3,5 millones de dólares y los restantes 6 millones serían depositados en "W. Barron Hilton Charitable Remainder Unitrust", una vez que Barron Hilton muriera. Barron falleció en enero de 2019.

## Legado
- Conrad Hughes Hilton (hijo de Richard Hilton), y Conrad Nicholson Hilton III (hijo de Conrad Nicholson Hilton, Jr.), fueron nombrados así en su honor.
- La Fundación Conrad N. Hilton fue establecida en 1944 por Conrad N. Hilton. Su misión es el alivio del sufrimiento humano en todo el mundo.
- El Premio Humanitario Conrad N. Hilton creado en 1996 por la Fundación.
- El Colegio de Hoteles y Restaurantes Hilton es una escuela de hostelería de la Universidad de Houston.
- La Biblioteca Conrad N. Hilton en el Instituto Culinario de América.
- El Presidente Conrad N. Hilton en Ética Empresarial, El Premio Emprendedor Distinguido Hilton, y la Conrad N. Hilton Cátedra Dotada de Emprendimiento de la Facultad de Administración de Empresas Universidad Loyola Marymount
- Conrad Hilton es el bisabuelo de Paris Hilton y Nicky Hilton.